# Tusti (Muhu)
Koordinaten: 58° 35′ N, 23° 22′ O
Tusti ist ein Dorf (estnisch küla) auf der drittgrößten estnischen Insel Muhu. Es gehört zur gleichnamigen Landgemeinde (Muhu vald) im Kreis Saare (Saare maakond).
Der Ort hat neun Einwohner (Stand 31. Dezember 2011). Er liegt an der Ostküste der Insel Muhu.